# 第二代白金汉公爵乔治·维利尔斯

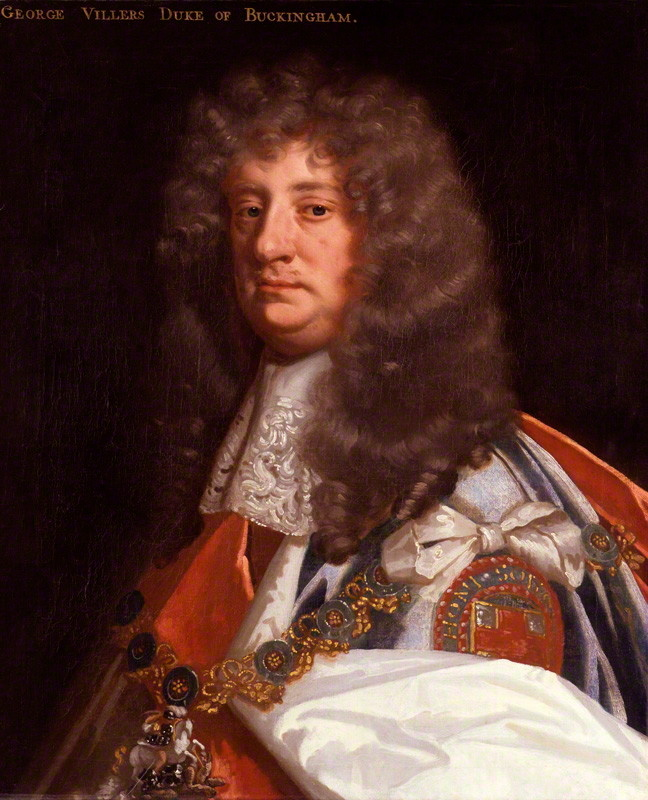

第二代白金汉公爵乔治·维利尔斯，KG, PC, FRS（George Villiers, 2nd Duke of Buckingham，1628年1月30日—1687年4月16日）是一名英格兰政治家和诗人。他是喬治·維利爾斯，第一代白金漢公爵的儿子；也是英王查理二世復辟後的重要寵臣。